# Rick van den Oever
Rick van den Oever (18 de abril de 1992) es un deportista neerlandés que compitió en tiro con arco, en la modalidad de arco recurvo.
Ganó una medalla de plata en el Campeonato Mundial de Tiro con Arco al Aire Libre de 2013, una medalla de bronce en el Campeonato Mundial de Tiro con Arco en Sala de 2014, una medalla de oro en el Campeonato Europeo de Tiro con Arco al Aire Libre de 2012 y una medalla de oro en el Campeonato Europeo de Tiro con Arco en Sala de 2013.

## Palmarés internacional
| Campeonato Mundial al Aire Libre | Campeonato Mundial al Aire Libre | Campeonato Mundial al Aire Libre | Campeonato Mundial al Aire Libre |
| -------------------------------- | -------------------------------- | -------------------------------- | -------------------------------- |
| 2013                             | Belek (Turquía)                  | Medalla de plata                 | Equipo                           |
| Campeonato Mundial en Sala       |                                  |                                  |                                  |
| Año                              | Lugar                            | Medalla                          | Prueba                           |
| 2014                             | Nimes (Francia)                  | Medalla de bronce                | Equipo                           |
| Campeonato Europeo al Aire Libre |                                  |                                  |                                  |
| Año                              | Lugar                            | Medalla                          | Prueba                           |
| 2012                             | Ámsterdam (Países Bajos)         | Medalla de oro                   | Equipo                           |
| Campeonato Europeo en Sala       |                                  |                                  |                                  |
| Año                              | Lugar                            | Medalla                          | Prueba                           |
| 2013                             | Rzeszów (Polonia)                | Medalla de oro                   | Equipo                           |